# غلين ديفيس
غلين ديفيس (Glenn Davis) هو لاعب أولمبي لرياضة ألعاب القوى من الولايات المتحدة. شارك في الأولمبياد الصيفي في 1956–1960، وفاز بما مجموعه 3 ميداليات.

## الميداليات
| ذهب | فضة | برونز | المجموع |
| 3   | 0   | 0     | 3       |

## روابط خارجية
- غلين ديفيس على موقع الاتحاد الدولي لألعاب القوى (الإنجليزية)
- غلين ديفيس على موقع الاتحاد الأمريكي لسباقات المضمار والميدان، قاعة المشاهير (الإنجليزية)
- غلين ديفيس على موقع مرجع كرة القدم المحترفة.كوم (الإنجليزية)
- غلين ديفيس على موقع اللجنة الأولمبية الدولية (الإنجليزية)
- غلين ديفيس على موقع أوليمبيديا (الإنجليزية)